# Municipio de Coatzingo
El municipio de Coatzingo es uno de los 217 municipios que constituyen el estado mexicano de Puebla; su nombre se interpreta como Culebrita del agua que nace, o del manantial. Se encuentra localizado al centro sur del estado y aproximadamente a 109 kilómetros al suroeste de la ciudad de Puebla. Cuenta con una extensión territorial de 68.89 km². Según el II Conteo de Población y Vivienda de 2005, el municipio tiene 3,105 habitantes, de los cuales 1,474 son hombres y 1,631 son mujeres.

## Descripción geográfica

### Ubicación
Coatzingo se localiza al centro sur del estado entre las coordenadas geográficas 18º 31’36’’ y 18º 39’36’’ de latitud norte, y 98° 39'42’’ y 998° 08’18’’ y 98° 14’60’’ W; a una altitud promedio de 850 metros sobre el nivel del mar.
El municipio colinda al norte con el municipio de Teopantlán y el municipio de Huatlatlauca; al Oeste con Ahuatlán; al Este con el municipio de Zacapala; y al Sur con Ahuatlan y Zacapala.

### Orografía e hidrografía
El noreste del municipio pertenece a los Llanos de Tepexi; el sur del Río Atoyac forma parte de la Sierra de Acatlán; y el resto del territorio pertenece al Valle de Matamoros. Generalmente el territorio posee relieve plano, no cuenta con elevaciones importantes.  Sus suelos se formaron en la era Mesozoica, su uso principalmente es ganadero, forestal y agrícola. El municipio pertenece a la región hidrológica Balsas. Sus recursos hidrológicos son proporcionados por los ríos: Atoyac y Huehuetlán. Además cuenta con arroyos de afluente temporal; así como algunos manantiales.

### Clima
El clima del municipio es cálido subhúmedo con lluvias en verano, sin cambio térmico invernal bien definido. La temperatura media anual es de 19°C, con máxima de 28 °C y mínima de -3 °C. El régimen de lluvias se registra entre los meses de mayo y agosto, contando con una precipitación media de 480 milímetros.

## Cultura

### Sitios de interés
- Templo del Divino Rostro.
- Palacio municipal.
- Escultura del Divino Rostro.

### Fiestas
Fiestas civiles
- Aniversario de la Independencia de México: 16 de septiembre.
- Aniversario de la Revolución mexicana: El 20 de noviembre.

Fiestas religiosas
- Semana Santa: jueves y viernes Santos.
- Fiesta del Divino Rostro de Jesús (después de Semana Santa)
- Día de la Santa Cruz: 3 de mayo.
- Fiesta en honor de la Virgen de Guadalupe: 12 de diciembre.
- Día de Muertos: 2 de noviembre.
- Fiesta patronal a San Pedro Apóstol: 29 de junio.

## Gobierno
Su forma de gobierno es democrática y depende del gobierno estatal y federal; se realizan elecciones cada 3 años, en donde se elige al presidente municipal y su gabinete.
El municipio cuenta con 5 localidades, las cuales dependen directamente de la cabecera del municipio: Coatzingo (cabecera municipal), El Jaral, San Gabriel, Zaragoza, La Matanza, Barro Azul, Tiopa, Coatzingo (San José), San Vicente, Cerro Petlazoltoro (Parada Cruz Verde).